# Wielowieś (gmina)
La gmina de Wielowieś est une commune rurale polonaise de la voïvodie de Silésie et du powiat de Gliwice. Elle s'étend sur 116,59 km2 et comptait 5 971 habitants en 2006. Son siège est le village de Wielowieś qui se situe à environ 26 kilomètres au nord de Gliwice et à 40 kilomètres au nord-ouest de Katowice.

## Villages
La gmina de Wielowieś comprend les villages et localités de Błażejowice, Borowiany, Chwoszcz, Czarków, Dąbrówka, Diana, Gajowice, Gogol, Goj, Jerzmanów, Kieleczka, Kolonia, Kotków, Napłatki, Pustkowie, Radonia, Sieroty, Świbie, Ubowice, Wielowieś, Wiśnicze et Zacharzowice.

## Ville et gminy voisines
La gmina de Wielowieś est voisine de la ville de Pyskowice et des gminy de Jemielnica, Krupski Młyn, Strzelce Opolskie, Toszek, Tworóg, Zawadzkie et Zbrosławice.